# Blue James Hamilton
Blue James Hamilton (California, 27 de noviembre de 1979) es un cantante, compositor y productor estadounidense.
Nació en Estados Unidos, California es el único varón de cuatro hermanas. Creció en Florissant, Colorado
Lanzó su carrera de solista con el EP "Radio Flyer" independientemente bajo el nombre del artista Blue James, sus canciones han sido distribuidas por plataformas como SoundCloud. El músico trabajó como ejecutivo de Warner Music Group por cerca de ocho años, habiendo trabajado con el escritor/productor Fernando Gariby, que ha trabajado con grandes nombres como Lady Gaga e incluso Whitney Houston.
Forjó una carrera como ejecutivo de publicaciones de música, la firma de artistas como Katy Perry y Semi Precious Weapons. Tiene un hijo llamado "Crowcifer", más conocido como "Crow".
Blue es fanático de Madonna. Está casado con el actor Matt Dallas conocido por su papel en Kyle XY.
Sus fanes se hacen llamar Blue Bells.

## Discografía
| 2013 | Grace          | Radio Flyer    | — |
| 2013 | Flashdance     | Radio Flyer    | — |
| 2013 | Supermoon      | Radio Flyer    | — |
| 2013 | Neon 6         | Radio Flyer    | — |
| 2013 | Stoned In Ojai | Stoned In Ojai | — |